# Нью-Брайтон (город, Миннесота)
Нью-Брайтон (англ. New Brighton) — город в округе Рамси, штат Миннесота, США. На площади 18,4 км² (17,2 км² — суша, 1,2 км² — вода), согласно переписи 2002 года, проживают 22 206 человек. Плотность населения составляет 1291,1 чел./км².
- Телефонный код города — 651
- Почтовый индекс — 55112
- FIPS-код города — 27-45430[1]
- GNIS-идентификатор — 0648506[2]